# 中村圭佑
中村 圭佑（なかむら けいすけ、12月16日  - ）は、日本の男性声優。岩手県出身。プロダクション・エース所属。

## 来歴
イエローテイル（ジュニア）所属だったが、2018年5月31日をもって退所し、フリーランスとなった。2021年、プロダクション・エースに所属した。2015年11月22日、同業の民安ともえと結婚。

## 出演

### テレビアニメ
- さんかれあ（2012年）
- デート・ア・ライブIV（2022年、客）

### ゲーム
- あかね色に染まる坂 ぱられる（2008年）
- エアカレ（箕輪智也[4]）
- 乙女デスク（大沢一真）
- 乙女はお姉さまに恋してるPortable 2人のエルダー（2011年、蓮見克也）
- 恋する私の王子様（鷺ノ宮潤[5]）
- ドリームドロップス（時計うさぎ）
- ナルキッソス～もしも明日があるなら～（2010年、阿東優）
- ネコと勇者（ウォリアー・男性プレイヤーキャラクター）
- BAD APPLE WARS（2015年）
- BraveSongOnline 闇月の章（アシュリー）
- 無限のジグラット（2015年、ウィリアム[6]）
- 燐光のレムリア 星空の絆（オーギュスト[7]、シーマ、クーガー[8]）

### ドラマCD
- 絶対不発アトミックガール（2010年）※単行本第1巻限定版のみ付属
- 彼岸島（2010年）※単行本第30巻〈特別装丁〉限定版のみ付属

### 吹き替え
- 恋愛だけじゃダメかしら?（2013年、パテル）
- アグリーズ（2024年）
- 下の階には澪がいる（2024年、学祭客男、観客）

### 舞台
- 演劇集団チキンラン
  - Trabant（テッセン）
  - 第32回ながしろ祭〜恋だ!ヘビだ!?青春だ?!行くぜ県立永白高校〜（勇、DJ）

### インターネットラジオ
- JAM STATION ch6.「バリ3男組」2期生

### 人形劇
- 汎用型二足歩行ロボットTYPE009「クマクー」（農作業の老人）